# Vecumnieki
Vecumnieki (ryska: Вецумниеки) är en kommunhuvudort i Lettland.   Den ligger i kommunen Vecumnieku novads, i den centrala delen av landet, 50 km sydost om huvudstaden Riga. Vecumnieki ligger 35 meter över havet och antalet invånare är 2 487.
Terrängen runt Vecumnieki är mycket platt. Runt Vecumnieki är det glesbefolkat, med 17 invånare per kvadratkilometer. Närmaste större samhälle är Iecava, 19,6 km väster om Vecumnieki. Omgivningarna runt Vecumnieki är en mosaik av jordbruksmark och naturlig växtlighet.